# 13730 Вілліс
13730 Вілліс (13730 Willis) — астероїд головного поясу, відкритий 14 вересня 1998 року.
Тіссеранів параметр щодо Юпітера — 3,552.